# Zugspitztunnel

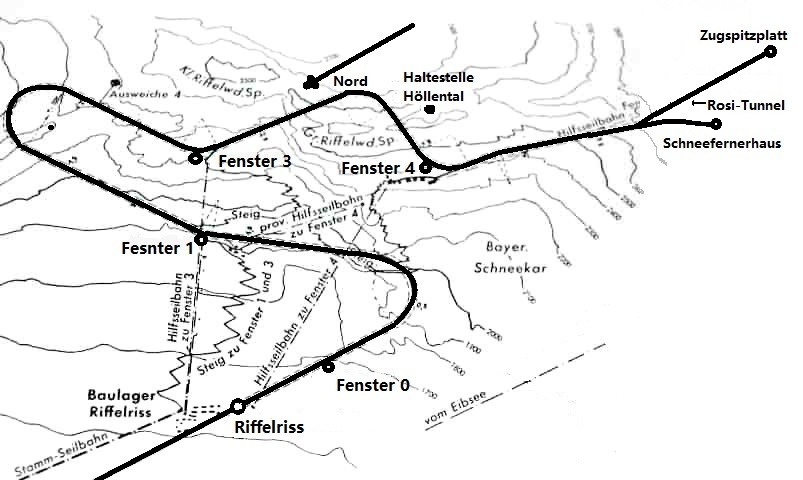
Skizze des Zugspitztunnels

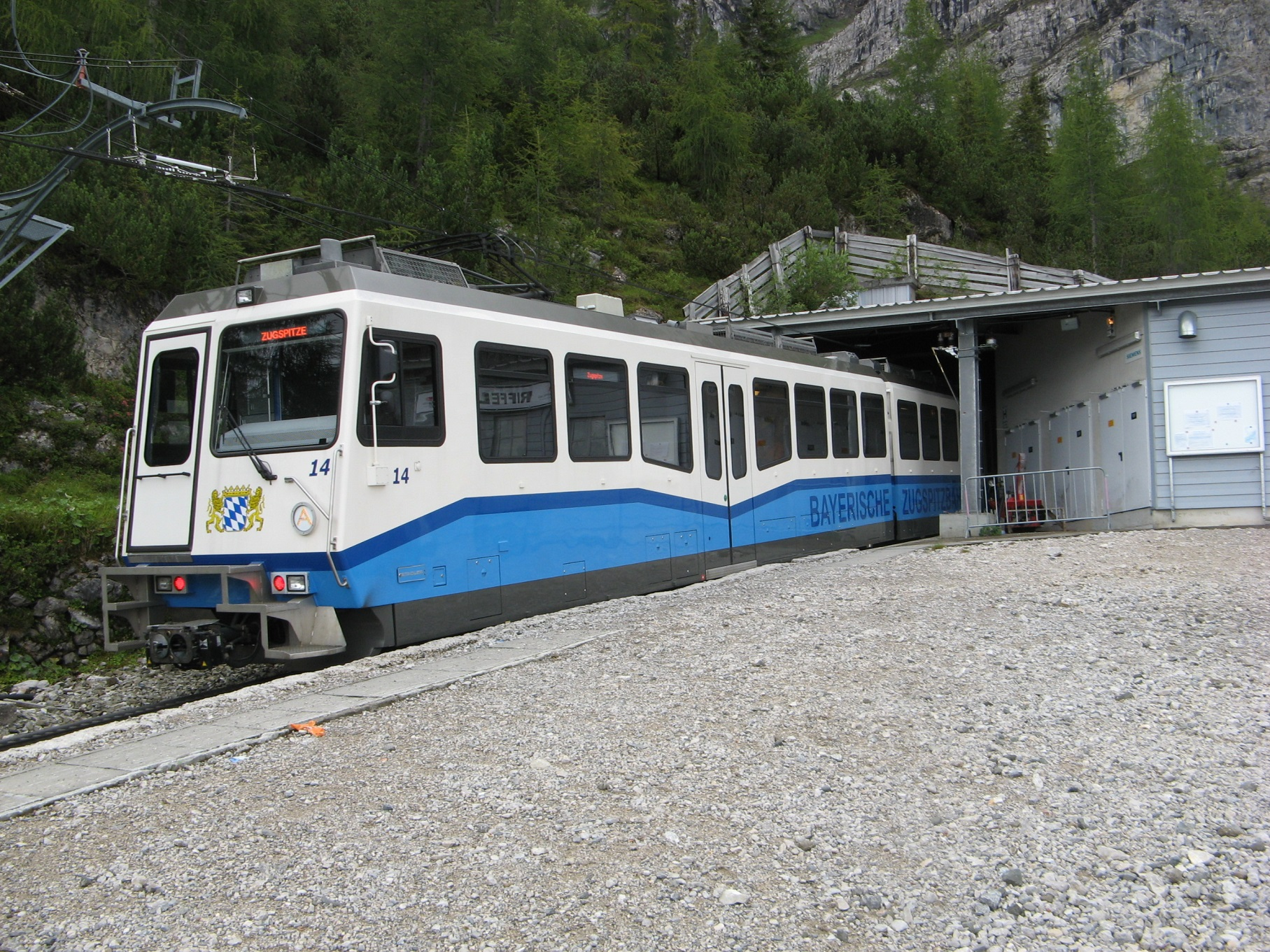
Einfahrt in den Zugspitztunnel an der Station Riffelriss

Der Zugspitztunnel ist ein 4466 m langer Eisenbahntunnel der Bayerischen Zugspitzbahn. Er führt von der Haltestelle Riffelriss zum ehemaligen Hotel Schneefernerhaus unterhalb des Zugspitzgipfels und überwindet dabei einen Höhenunterschied von 1010 m. Die Steigung des Zahnstangengleises im Tunnel beträgt 25 %. Der Tunnel wurde am 8. Juli 1930 nach nur 19-monatiger Bauzeit für den Verkehr freigegeben. Seit 1988 wird der Verkehr über einen neuen Endbahnhof auf dem Zugspitzplatt abgewickelt.

## Planung und Bau

### Vermessung und Streckenplanung
Am 14. Juli 1928 wurde der Auftrag zum Bau des Tunnels an ein Konsortium unter der Führung der AEG vergeben. Unmittelbar danach begannen die Vorarbeiten für den Tunnelbau.
Eine wichtige Voraussetzung für den Baubeginn war eine exakte Vermessung des Zugspitzmassivs. Da eine Vermessung mit herkömmlichen Mitteln im schwer zugänglichen alpinen Hochgelände nicht möglich war, entstanden die neuen Karten anhand von Stereofotos und unter Zuhilfenahme einiger fester Landmarken im Tal und auf den benachbarten Berggipfeln.
Zwischen dem unteren Tunnelportal am Riffelriss und dem Tunnelbahnhof am Schneefernerhaus beträgt die Luftlinie gerade einmal zwei Kilometer, allerdings bei einem Höhenunterschied von 1010 Metern. Da für einen sicheren Betrieb der Zahnradbahn eine Steigung von 25 % nicht überschritten werden durfte, ergab sich somit eine Tunnellänge von mindestens vier Kilometern, die in einer weiten Schleife durch den Berg geführt werden musste.
Der Tunnel sollte mit Hilfe von Sprengungen und Presslufthämmern durch den Berg getrieben werden. Mit dieser Technik war zur damaligen Zeit eine Vortriebsleistung von vier bis sechs Metern pro Tag zu erreichen. Um den Tunnel in der vorgegebenen Zeit bis zum Sommer 1930 fertigzustellen, musste somit an mehreren Stellen zugleich mit dem Vortrieb begonnen werden. Da ein Baubeginn vom Zugspitzplatt aus wegen dessen schlechter Erreichbarkeit ausschied, legte man den gewundenen Tunnelverlauf so, dass er an drei Stellen bis dicht an die Nordwand des Gebirges heranreichte. Dort wurden kurze Zugangsstollen, die sogenannten Tunnelfenster, von außen in den Fels bis zur zukünftigen Tunnelstrecke getrieben. So konnte zusammen mit dem Tunnelportal am Riffelriss an vier Stellen mit dem Bau begonnen werden.

### Baustelleneinrichtung
Unmittelbar am unteren Tunnelmund am Riffelriss wurde ein umfangreiches Baulager eingerichtet, das neben Werkstätten, Lagern und einem Betonwerk auch Unterkünfte und eine Kantine für bis zu 800 Arbeiter beherbergte. Auch an den zunächst drei Tunnelfenstern wurden kleinere Baulager eingerichtet. Beim höchsten Fenster mussten dazu aufwändig Kavernen entlang des Zugangstollens in den Fels gesprengt werden, da die steile Felswand oberirdische Bauten unmöglich machte.
Als einzige praktikable Möglichkeit Materialtransporte zur Baustelle durchzuführen, boten sich Hilfsseilbahnen an. Zwischen 1928 und 1930 entstanden insgesamt sechs dieser Anlagen, die neben dem Material- auch dem Personentransport dienten:
- Eibsee – Riffelriss
- Riffelriss – Fenster 1
- Riffelriss – Fenster 3
- Riffelriss – Fenster 4
- Fenster 4 – östlicher Zugspitzgipfel
- östlicher Zugspitzgipfel – Zugspitzplatt[1]

Nach Fertigstellung des Tunnels und der eigentlichen Gipfelseilbahn wurden die Hilfsseilbahnen wieder demontiert.

### Bau und Fertigstellung
Am unteren Tunnelmund begannen die Arbeiten im Oktober 1928, an den Tunnelfenstern in den folgenden Monaten. Durch loses Gestein am Tunnelmund am Riffelriss verzögerte sich dort der Bau, weshalb im Mai 1929 noch ein viertes Tunnelfenster eingefügt wurde, um den Bau zu beschleunigen. Der Bau verlief ohne nennenswerte Schwierigkeiten, so dass am 15. Januar 1930 alle Tunnelabschnitte miteinander verbunden waren. Am 5. Februar 1930 erfolgte schließlich der Durchbruch zum Schneeferner. In den folgenden Wochen musste der Tunnel noch erweitert und ausgemauert werden, bevor der Einbau von Gleisanlagen und Oberleitung erfolgen konnte. Am 20. Juni 1930 erreichte der erste Bauzug den Bahnhof am Schneefernerhaus, am 8. Juli des gleichen Jahres wurde die Strecke ab Eibsee für den Personenverkehr eröffnet.

## Sicherheit
Auf der gesamten Tunnellänge befinden sich sechs Brandschutzkavernen, die im Falle eines Brandes als Fluchträume für die Zugpassagiere dienen und mit Telefonen und Lampen ausgestattet sind.
An den Tunnelportalen sowie auf ungefähr halber Tunnelstrecke befinden sich Tore, die im Normalfall geschlossen sind und sich erst bei Annäherung eines Zuges öffnen. Im Falle eines Brandes im Tunnel soll so der gefährliche Kamineffekt verhindert werden.

## Der Rosi-Tunnel
Die Streckenführung des Tunnels zum Schneefernerhaus hat sich im Laufe der Zeit immer mehr als Hindernis für den Skitourismus erwiesen, da man zum Erreichen der Skigebiete auf dem Zugspitzplatt erst in die Seilbahn umsteigen musste. Man entschloss sich daher, einen 975 Meter langen Tunnelabzweig zum Zugspitzplatt zu bauen und am dortigen Restaurant Sonnalpin einen neuen Bahnhof zu errichten.
Der Bau des Tunnels war mit hohem Aufwand verbunden. Zunächst wurde vom Bahnhof am Schneefernerhaus ein 20 Meter langer Stollen durch den Fels nach draußen getrieben. Auf diesem Weg wurden alle dort mit der Zahnradbahn angelieferten Baumaschinen und das komplette Material vom Bahnsteig aus nach draußen befördert und mit einer Seilwinde den Hang hinunter befördert. Am 14. Juni 1985 begannen die Bauarbeiten auf dem Zugspitzplatt mit einer ersten symbolischen Sprengung, ausgelöst durch die Skifahrerin Rosi Mittermaier-Neureuther, die dem Tunnel als Patin ihren Namen gab. Wie bereits 56 Jahre zuvor beim Bau des Haupttunnels wurde auch der neue Abschnitt mittels Sprengungen durch den Fels getrieben. Schwierigkeiten bereiteten den Arbeitern dabei mehrfache Wassereinbrüche und loser Moränenschutt. Am 9. Dezember 1985 gelang schließlich der Durchbruch zum bestehenden Tunnel. Nach Fertigstellung der Gleisanlagen erreichte am 19. Juni 1986 der erste Bauzug das Zugspitzplatt, seit dem 15. Januar 1988 wird der Bahnhof planmäßig angefahren. Am 14. Januar 1992 wurde das Schneefernerhaus für den Publikumsverkehr geschlossen und in der Folgezeit in eine Forschungsstation umgewandelt. Damit endeten auch die regelmäßigen Zugfahrten dorthin, seitdem erfolgen nur noch Materialtransporte.

## Betriebsstellen im Tunnel

### Haltepunkt Tunnelfenster
(Tunnelkilometer 0,8; 1820 Höhenmeter) Bevor das für die Erbauung des Tunnels eingerichtete Fenster 1 (km 1,1) erreicht wird, findet sich der ehemalige Haltepunkt „Tunnelfenster“. Für einige Jahre bestand für Skifahrer die Möglichkeit, dort auszusteigen und von dort aus die Skiabfahrt ins Tal zu nutzen. Dies blieb jedoch auf wenige Tage im Jahr begrenzt, an denen Schnee- und Wetterverhältnisse eine Abfahrt zuließen.

### Ausweiche 4

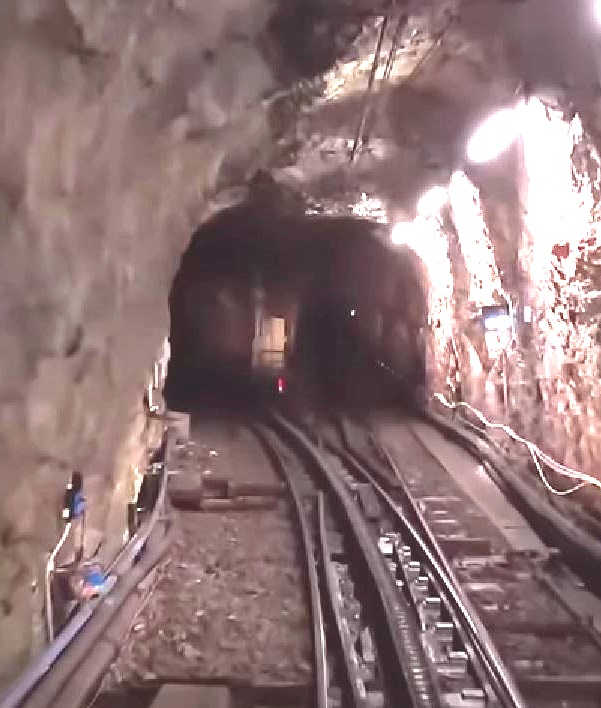
Abzweig zum Schneefernerhaus nach Rechts / Zugspitzplatt nach Links vom Tal aus gesehen

(Tunnelkilometer 2,0; 2115 Höhenmeter) Um auf der eingleisigen Strecke eine möglichst dichte Zugfolge zu erreichen, waren mehrere Ausweichen erforderlich, von denen sich eine im Tunnel befindet. In diesem Bereich verläuft der Tunnel in einer geringeren Steigung. Dies wurde durch das in den Weichen verwendete und von der übrigen Strecke abweichende Zahnstangensystem erforderlich.

### Haltepunkt Höllental
(Tunnelkilometer 2,9) Ursprünglich war geplant, von dieser Stelle aus einen 200 Meter langen Fußgängertunnel ins Höllental zu führen. Ein zwei Meter breiter Bahnsteig ist beim Bau der Bahn bereits errichtet worden, der aber nie in Betrieb ging.

### Abzweigstelle Tu
(Tunnelkilometer 3,9/0,0) Mit dem Bau des Rosi-Tunnels wurde der Abzweig nachträglich eingefügt. Hier wurde die Neigung des Gleises von 25 auf 23 Prozent gesenkt. Trotzdem musste eine spezielle Weiche konstruiert werden, die eine durchgehende Zahnstange in dem auch auf der Strecke verwendeten System Riggenbach besitzt. Die herkömmlichen Weichen waren für diese Steigung ungeeignet.

### Bahnhof Schneefernerhaus

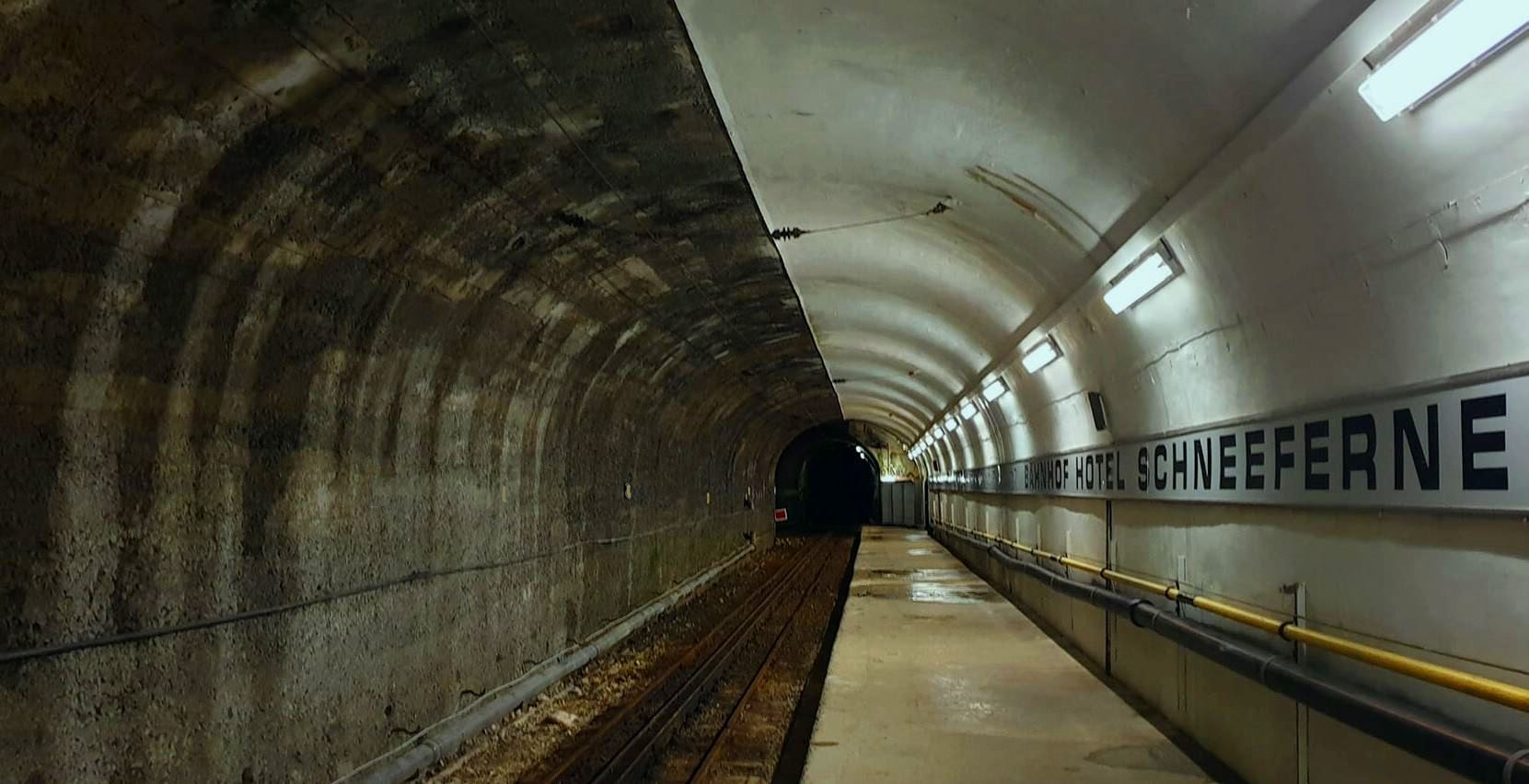
Bahnhof Schneefernerhaus – Richtung Tal

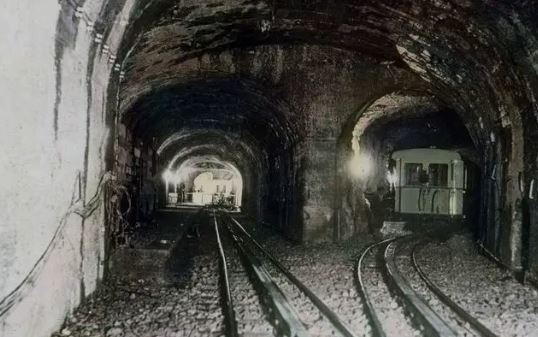
Abzweig Nebengleis Station Schneefernerhaus

(Tunnelkilometer 4,4; 2650 Höhenmeter) Der Bahnhof verfügt über zwei Stumpfgleise mit jeweils einem 2,5 Meter breiten Bahnsteig, welche in getrennten Tunnelröhren hinter dem Schneefernerhaus im Fels liegen.

### Bahnhof Zugspitzplatt

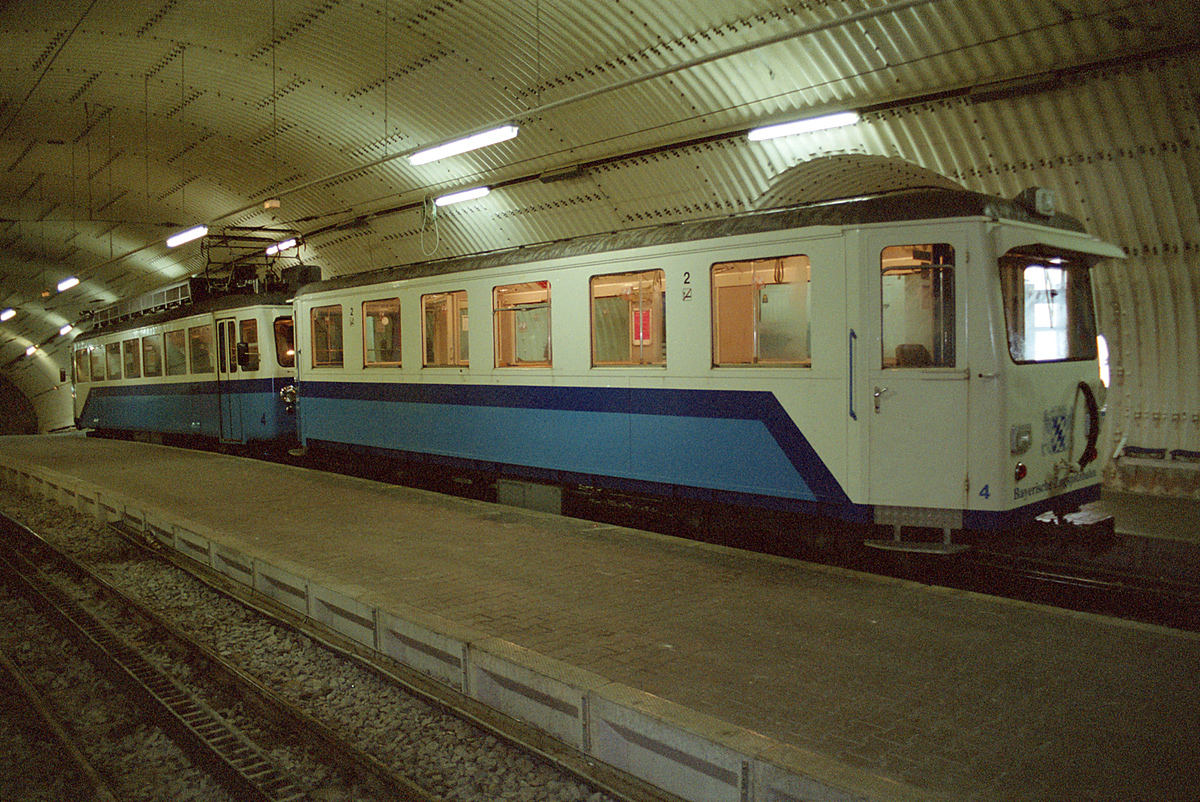
Triebzug im Bahnhof Zugspitzplatt

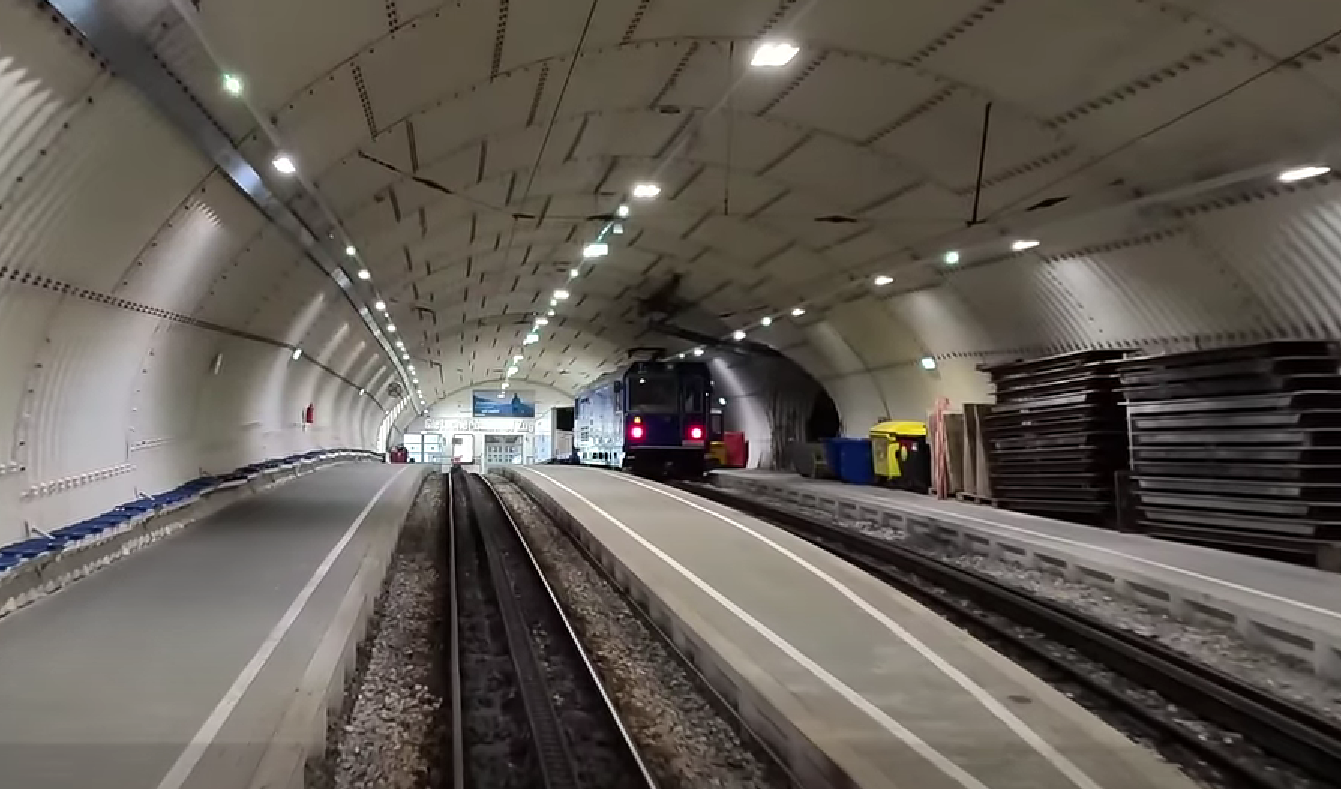
Bahnhof Zugspitzplatt

(Tunnelkilometer 0,9 ab der Abzweigstelle Tu; 2588 Höhenmeter) Der oberirdisch gelegene Bahnhof schließt sich unmittelbar an das Ende des Rosi-Tunnels und an das Restaurant Sonnalpin an. Er verfügt über zwei Gleise mit einem Mittel- und zwei Außenbahnsteigen, die für große Menschenmengen ausgelegt sind. Ein Gleis verfügt über einen Ladekran zum Be- und Entladen von Güterwagen. Der Bahnhof wurde mit einem tonnenförmigen Wellblechdach versehen, welches aus optischen Gründen mit Steinen und Geröll abgedeckt wurde.